# 横浜Bookmark TV
横浜Bookmark TV（よこはまブックマーク・ティーヴィー）はtvkで2008年7月6日から9月28日まで毎週日曜23:30 - 24:00に放送された横浜市の情報番組。全12回。メインスポンサーはリガースとカロッツェリア。
インターネットサイトとの完全連動で放送を進める。
ナビゲーターは金剛地武志と美馬怜子。

## 放映リスト（番組が訪れた横浜の街）
- 2008年7月6日、13日 元町
- 2008年7月20日、27日 本牧
- 2008年8月3日、10日 弘明寺
- 2008年8月17日 センター北
- 2008年8月24日 センター南
- 2008年8月31日 馬車道
- 2008年9月7日 日本大通
- 2008年9月14日 金沢文庫
- 2008年9月28日 金沢八景